# 范成进
范成进，南宋至金朝末年将领。
范成进原为宋朝楚州、盱眙守将，与张惠进剿夏全。正大三年（1226年），范成进与王义深、张惠等将领以楚州城降金，金哀宗封他为胶西郡王。天兴元年（1232年）九月，升为元帅，随金哀宗出奔京师。次年正月，受完颜白撒（完颜承裔）节制，率领所部从蒲城攻打卫州，在白公庙为蒙古兵所败，不知所终。